# Obični vrijes
Obični vrijes (jesenski vrijes, latinski: Calluna vulgaris), u narodu poznat još i pod nazivima vrijesak, vries, vriesak, vriesac mali, vres, vristica, vriština, vrištika, vrišt, zimzeleni vrisak, zrnovac, crnošija, berešk, borovo cviće, crnjušina, dreska i bresina jedina je vrsta u rodu Calluna, iz porodice Ericaceae.  
Ovo je zimzelena grmolika biljka koja voli sunčano ili polusjenovito mjesto. Može narasti 20-50 cm, a rijetko dostigne i do 1 m visine. Cvjetovi mogu biti ružičasti, bijeli, crveni ili ljubičasti.
Vrijes se ne smije brkati s rodom vrijesak ili crnjuša, lat. Erica.

## Uporaba u narodnoj medicini
Koristi se u narodnoj medicini kao protuupalni, diuretski i antibakterijski pripravak, za cistitis, urolitijazu, giht, reumatizam i prehladu. Koristi se u obliku infuzije .

## Sastav
Cvjetovi ili cvjetni vršci izbojaka sadrže flavonoide - derivate kvercetina i miricetin, kao i glikozid arbutin, tanine, eterično ulje, polisaharide.